# Archibald Vivian Hill
Archibald Vivian Hill (n. 26 septembrie 1886, Bristol, Regatul Unit al Marii Britanii și Irlandei – d. 3 iunie 1977, Cambridge, Anglia, Regatul Unit) a fost fiziolog englez, unul din fondatorii biofizicii și ai cercetării operaționale. Pentru studiul mecanismelor energiei musculare, i s-a decernat, în 1922, Premiul Nobel pentru Fiziologie sau Medicină.

## Biografie
Hill și-a început studiile la Școala Blundell din Tiverton de unde a obținut o bursă la Colegiul Trinity din Cambridge.
Aici a studiat matematica dar după absolvire, în 1907, a început să fie atras de domeniul fiziologiei. La îndemnul fiziologului W. M. Fletcher, studiază fiziologia la Cambridge (1909 - 1914). După absolvire, este numit profesor de chimie fizică în cadrul prestigioasei universități.
În perioada 1920 - 1923, este profesor de fiziologie la Universitatea din Manchester, după care, până în 1926, predă aceeași disciplină la University College din Londra, la care apoi predă biofizica în perioada 1926 - 1952.
Se căsătorește, în 1913, cu Margaret Neville Keynes Hill (1890 - 1974), sora economistului John Maynard Keynes. Au avut împreună patru copii:
- Polly Hill (1914 - 2005): economist
- David Keynes Hill (1915 - 2005): fiziolog
- Maurice Hill (1919 - 1966): oceanolog
- Janet Hill: specialistă în psihiatrie infantilă

## Contribuții

### Scrieri
- 1926: Muscular Activity;
- 1927: Muscular Movement in Man;
- 1927: Living Machinery;
- 1931: Adventures in Biophysics;
- 1932: Chemical wave transmission in nerve;
- 1965: The Ethical Dilemma of Science and Other Writings;
- 1965: Traits and Trials in Physiology;
- 1970: First and last experiments in muscle mechanics.

## Distincții și aprecieri
- 1922: Premiul Nobel (împreună cu Otto Meyerdorf);
- 1948: Medalia Copley;
- 1918: Ofițer al Imperiului Britanic;
- 1918: membru al Royal Society;
- 1940 - 1945: membru al parlamentului britanic.